# 110
110 (CX) var ett normalår som började en tisdag i den julianska kalendern.

## Händelser

### Okänt datum
- Det Romerska riket har nu mer än 75 000 kilometer väg.
- Byggandet av Trajanus forum inleds i Rom.
- Tacitus blir prokonsul över Asien (110–113).
- Suetonius publicerar De viris illustribus (Om namnkunniga män).
- Johannesevangeliet skrivs möjligen detta år i Mindre Asien.

## Födda
- Hua Tuo, kinesisk läkare

## Avlidna
- Johannes, apostel och en av Jesu lärjungar (möjligen död detta år)